# Encova Building
El Encova Building (anteriormente conocido como Motorists Mutual Building) es un rascacielos de 87 m de altura ubicado en 471 East Broad Street en la ciudad de Columbus, la capital del estado de Ohio (Estados Unidos). Su construcción comenzó en 1970 y se completó en 1973. Fue diseñado por Brubaker/Brandt y Maddox NBD. Es el decimoctavo edificio más alto de Columbus, tiene 21 pisos y 6 ascensores. El edificio inicialmente sirvió como sede de Motorists Mutual Insurance Group, una subsidiaria del grupo de seguros más grande BrickStreet; en 2019, BrickStreet cambió su nombre a Encova y, como "un esfuerzo por integrar todas las operaciones y nombres de la empresa bajo una sola marca", el Motorists Mutual Building pasó a llamarse Encova Building y su señalización exterior cambió para que coincida.
El edificio sigue los estilos arquitectónicos modernos e internacionales y tiene un sistema de fachada de muro cortina. El edificio tiene vista al Parque Topiary, ubicado 2 cuadras al sur del edificio. El parque tiene un modelo topiario tridimensional de la escena en la pintura de George Seurat Sunday Afternoon on the Island of Grand Jatte. El jardín también fue patrocinado por Motorists Mutual.

## Galería

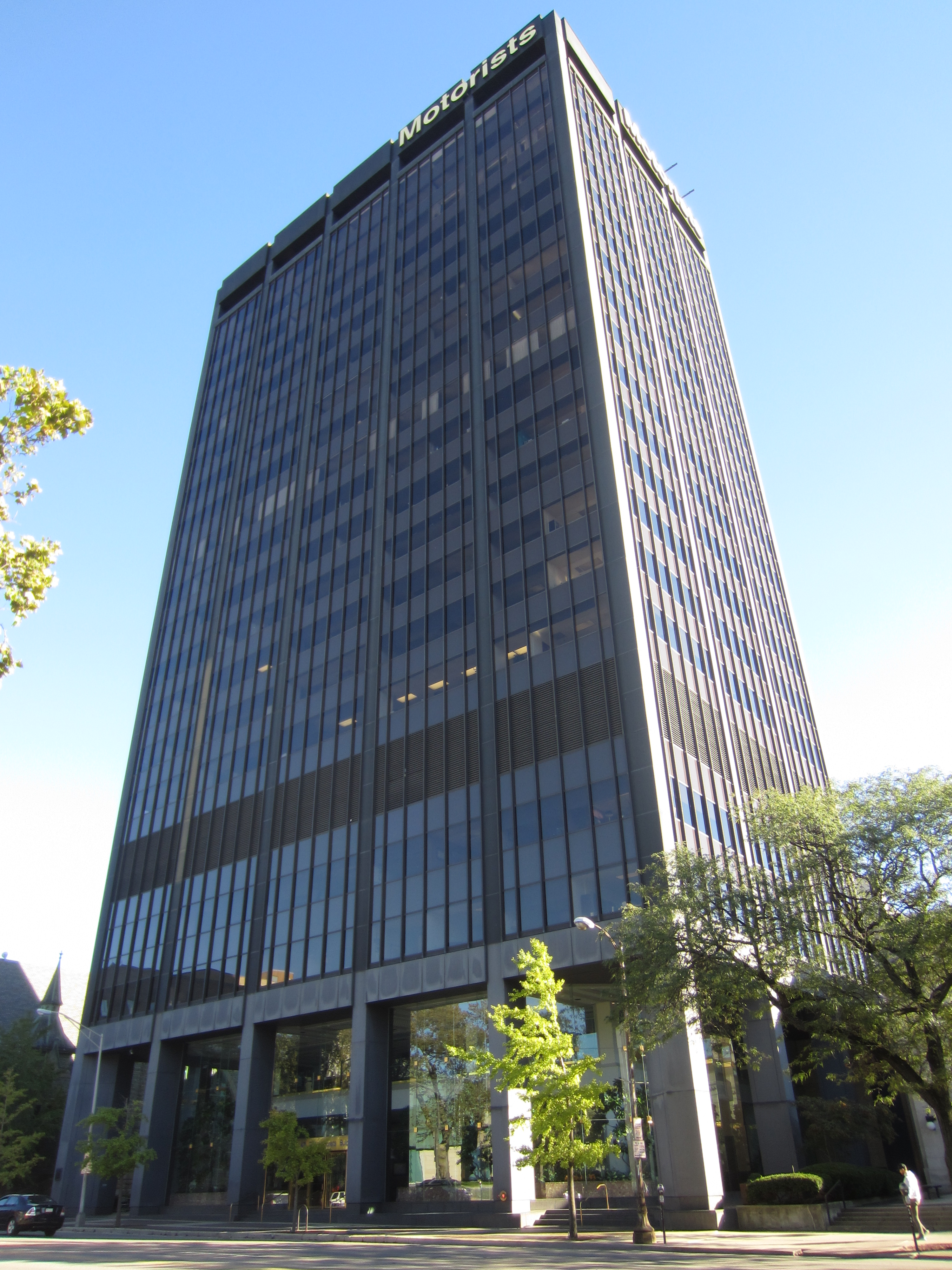
Vista desde la calle
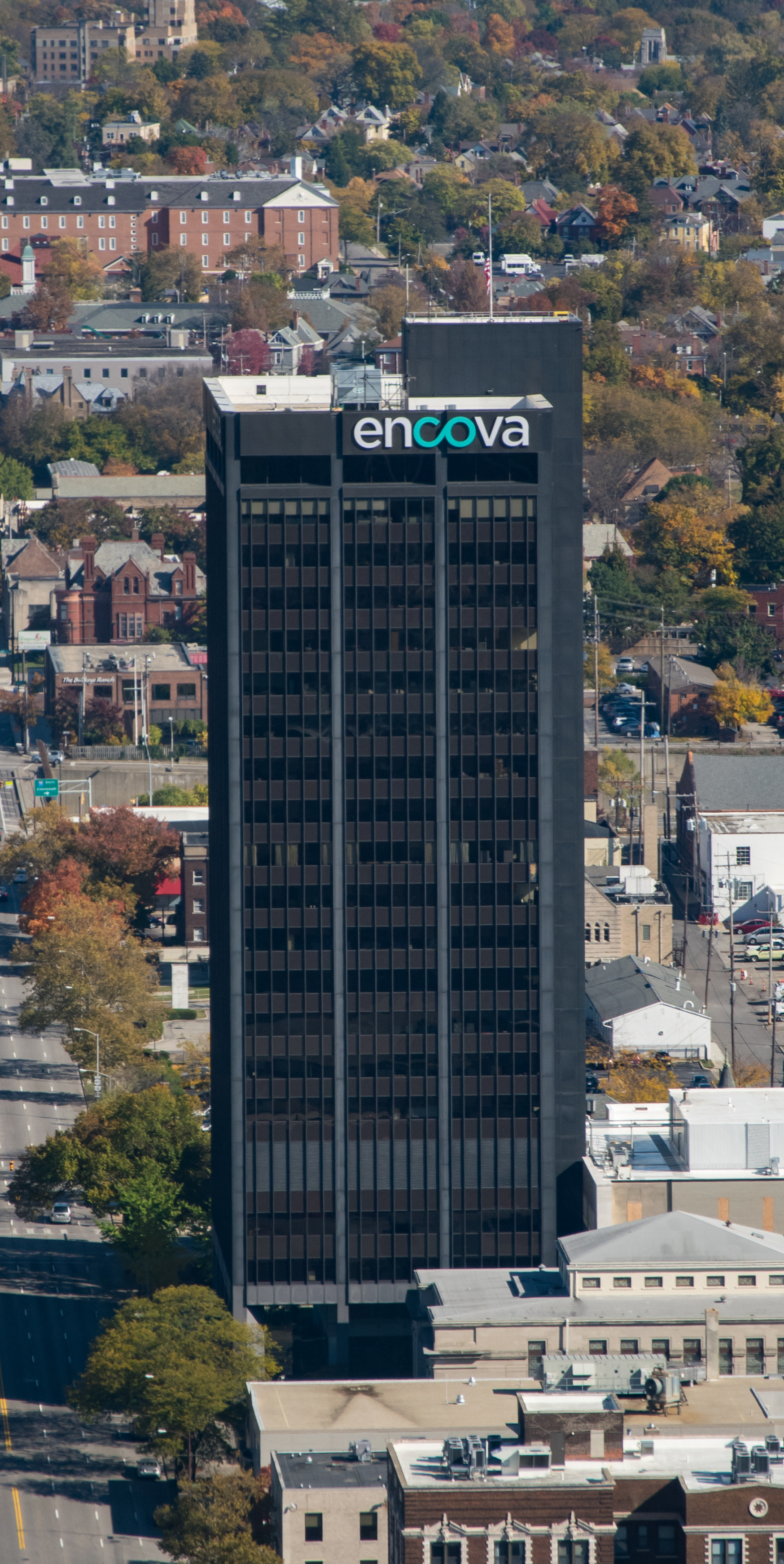
Vista aérea